# معبد ديفادي راجا
معبد ديفادي راجا (يسمى أيضًا معبد Amaruviappan ) يقع في قرية في منطقة من ولاية تاميل نادو بجنوب الهند ، هو مكرس للإله الهندوسي فيشنو .
تم تشييد المعبد على طراز درافيدان للهندسة المعمارية، يقوم المعبد بتمجيد ديفيا براباندها ، حسب الشريعة التاميلية في العصور الوسطى من قديسي أزوار من القرنين السادس إلى التاسع الميلادي.
يحيط بالمعبد جدار من الجرانيت، ويحيط به العديد من أضرحته. يقع خزان المعبد مقابل المعبد خارج المدخل الرئيسي. المعبد يتبع تقليد فاداكالاي في عالبادة. تقام ستة طقوس يومية والعديد من المهرجانات السنوية في المعبد، تتم صيانة المعبد وإدارته من قبل مجلس الأوقاف الهندوسية لحكومة تاميل نادو .